# گناه (فیلم ۲۰۰۷)
«گناه» (انگلیسی: Sinners (2007 film)) یک فیلم است که در سال ۲۰۰۷ منتشر شد.